# Čučma
Čučma (maďarsky Csucsom) je obec na Slovensku, v okrese Rožňava v Košickém kraji. Obec má dlouhou tradici těžby, predevším železné rudy, ale také antimonu a zlata.
V roce 2011 zde žilo 640 obyvatel. V roce 2001 se 49 % obyvatel hlásilo k maďarské národnosti.

## Zajímavosti
- Barokně-klasicistní zvonice z 18. století. Jehlanově zakončená zděná stavba na čtvercovém půdorysu. Fasády zvonice jsou dekorované pilastry.

- Důlní naučná stezka – naučná stezka po technických památkách místní hornické historie. Její součástí je stará štola a replika středověkého důlního zařízení, postavená podle obrazu Rožňavská metercie.

- Maurerova vila – secesní vila, která patřila polyhistorovi Arturovi Maurerovi.